# Liste des bourgmestres d'Arlon

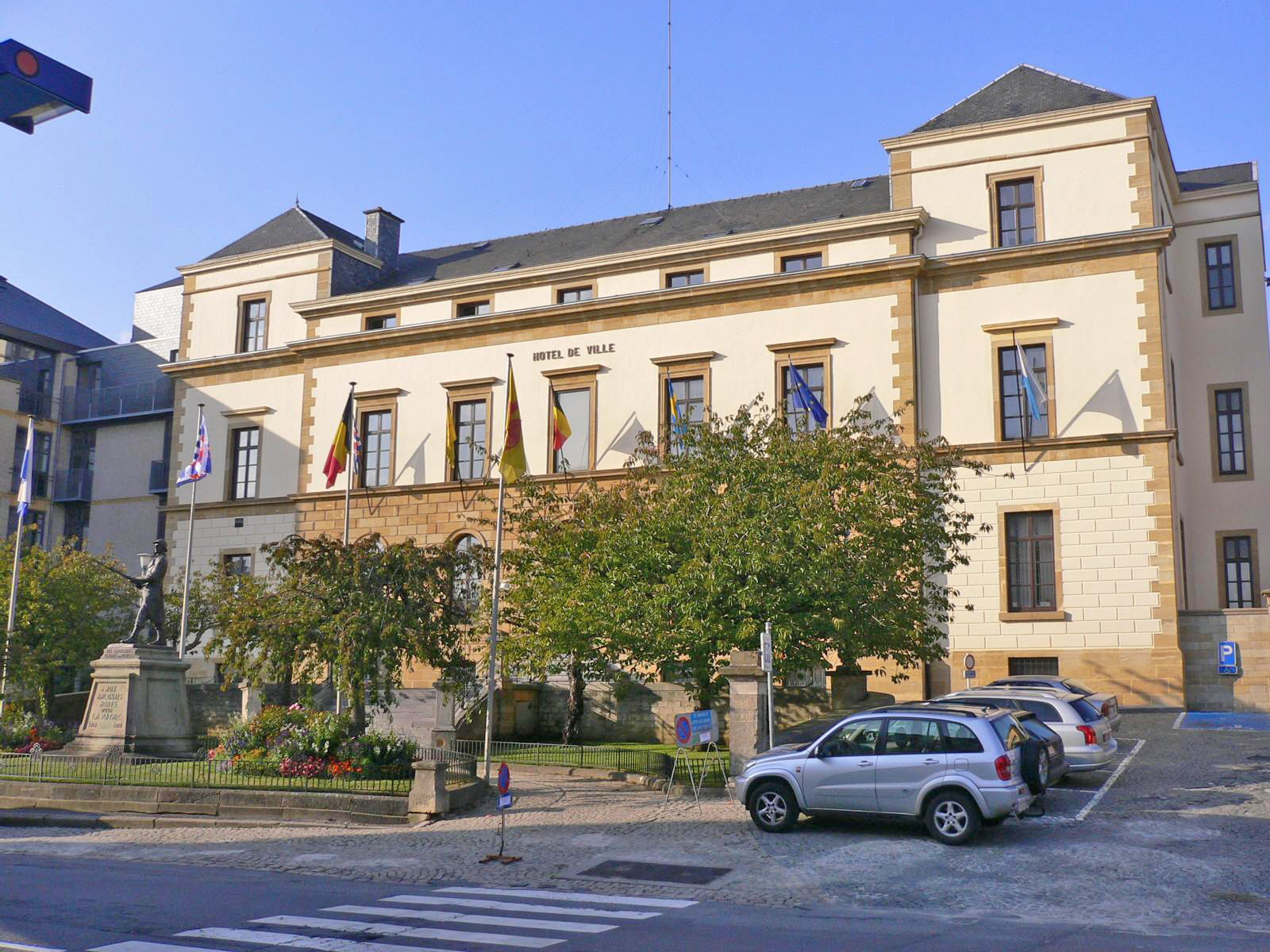
L'hôtel de ville d'Arlon.

Cet article présente la liste des bourgmestres d'Arlon, ville et chef-lieu de la province de Luxembourg, en Belgique.

## Période autrichienne (1714-1794)
De à 1714 à 1794, Arlon fait partie des Pays-Bas autrichiens et est situé dans le duché de Luxembourg.

## Période française (1794-1815)
De 1794 à 1815, Arlon fait partie du département des Forêts après l'annexion française. La ville est alors dirigée par un maire.
| Image | Nom                        | Dates de vie | Mandat    | Liste |
| ----- | -------------------------- | ------------ | --------- | ----- |
|       | Jacques-Hubert Thyes Henco |              |           |       |
|       | Antoine Résibois           | 1767-1844    | 1803-1829 |       |

## Grand-duché de Luxembourg (1815-1830)
De 1815 à 1830, Arlon fait partie du Grand-duché de Luxembourg jusqu'au 16 octobre 1830, date de l'annexion à la Belgique fraîchement indépendante du Royaume uni des Pays-Bas.
| Image | Nom                    | Dates de vie | Mandat    | Liste |
| ----- | ---------------------- | ------------ | --------- | ----- |
|       | Antoine Résibois       | 1767-1844    | 1803-1829 |       |
|       | Jean-Nicolas Rossignon | 1774-1847    | 1829-1838 |       |

## Royaume de Belgique (1830- aujourd'hui)

### Avant lafusion des communes(1830-1976)
| Image | Nom                    | Dates de vie | Mandat    | Liste                 |
| ----- | ---------------------- | ------------ | --------- | --------------------- |
|       | Jean-Nicolas Rossignon | 1774-1847    | 1829-1838 |                       |
|       | Charles-Gabriel Printz | -1843        | 1838-1843 | Parti libéral         |
|       | Pierre Hollenfeltz     | 1805-1880    | 1843-1880 | Parti libéral         |
|       | Joseph Netzer          | 1826-1901    | 1880-1901 | Parti libéral         |
|       | Numa Ensch-Tesch       | 1841-1929    | 1901-1921 | Parti libéral         |
|       | Paul Reuter            | 1865-1949    | 1921-1941 | Parti libéral         |
|       | Lucien Eichhorn        | 1908-1945    | 1941-1944 | non élu               |
|       | Paul Reuter            | 1865-1949    | 1944-1949 | Parti libéral         |
|       | Jules Massonnet        | 1879-1974    | 1949-1958 | Parti libéral         |
|       | Charles Simon          | 1910-2011    | 1959-1976 | Parti social-chrétien |

### Après la fusion des communes (1977-aujourd'hui)
Le 1er janvier 1977, à l'occasion de la fusion des communes de Belgique, Arlon fusionne avec Autelbas, Bonnert, Guirsch, Heinsch et Toernich.
| Image | Nom               | Dates de vie | Mandat    | Liste      |
| ----- | ----------------- | ------------ | --------- | ---------- |
|       | Jean Goffinet     | 1929-1995    | 1977-1982 | PRL        |
|       | Fernand Asselborn | 1926-2018    | 1983-1985 | PS         |
|       | Jean Goffinet     | 1929-1995    | 1986-1988 | PRL        |
|       | Guy Larcier       | 1939-        | 1989-1991 | PS         |
|       | Jean Goffinet     | 1929-1995    | 1992-1995 | PRL        |
|       | Guy Larcier       | 1939-        | 1995-2006 | PS         |
|       | Raymond Biren     |              | 2007-2012 | CDH        |
|       | Vincent Magnus    |              | 2013-     | Arlon 2030 |